# Four Seasons Hotel (Manama)
Le Four Seasons Hotel est un gratte-ciel de 270 mètres et 50 étages construit en 2015 à Manama en Bahreïn. Il abrite 263 chambres d'hôtel de la chaîne Four Seasons.